# Tephritis monapunctata
Tephritis monapunctata är en tvåvingeart som beskrevs av Wang 1990. Tephritis monapunctata ingår i släktet Tephritis och familjen borrflugor. Inga underarter finns listade i Catalogue of Life.